# District d'Antsiranana II
Le district d'Antsiranana II (rural) est un district malgache situé dans la région de Diana au nord du pays, dans la province de Diego-Suarez.
Le district est constitué de vingt trois communes (Kaominina) rurales sur une superficie de 6 025 km²  :
| Ambondrona        | .....   |  |
| Andrafiabe        | 2 080   |  |
| Andranofanjava    | 4 415   |  |
| Andranovondronina | 2 372   |  |
| Anivorano Nord    | 15 000  |  |
| Ankarangona       | 5 610   |  |
| Anketrakabe       | 2 933   |  |
| Antanamitarana    | ....    |  |
| Antsahampano      | 7 624   |  |
| Antsalaka         | 4 000   |  |
| Antsoha           | .....   |  |
| Bobasakoa         | 6 309   |  |
| Bobakilandy       | .....   |  |
| Joffreville       | 5 000   |  |
| Mahalina          | 2 217   |  |
| Mahavanona        | 12 075  |  |
| Mangaoka          | ...     |  |
| Mosorolava        | 7 362   |  |
| Ramena            | 4 000   |  |
| Sadjoavato        | 7 600   |  |
| Sakaramy          | 2 080   |  |
| Ambolobozobe      | .....   |  |
| Antsakoabe        | ....... |  |